# Rift de la mer du Nord
Pour les articles homonymes, voir Rift et Mer du Nord.
Le rift de la mer du Nord est « un système de grabens dont l'orientation globale est N-S. À partir du Permien, deux grands bassins salifères orientés E-O se forment dans la partie sud de la mer du Nord. Ils ne seront jamais réactivés mais le sel va servir de niveau de décollement entre la déformation fragile du socle et la déformation plicative de la couverture mésozoïque » (Nalpas, 1996). 
Le graben le plus au sud de la mer du Nord (West Netherlands Basin) est la prolongation du Graben de la Rhur qui est la manifestation tectonique la plus septentrionale du « rift ouest-européen » (ou ROE, qui se prolonge plus au sud par le « Rift Nord Ouest Méditerranéen »), ces deux derniers rifts étant souvent considérés comme un seul système nommé « European Cenozoic rift system » par Ziegler ou « Southwestern European Oligo-Miocene rift »  par Bois.

## Histoire géologique et tectonique
Différents fossés  formant ce rift se sont formés en plusieurs séquences ; 
1. Une première période commence au Trias, probablement à l'occasion de la dislocation de la Pangée (Ziegler, 1992a), la mer du Nord se serait agrandie selon un axe E-O avec création de nombreux fossés (Nalpas, 1996).
2. La seconde période commence au Jurassique supérieur et se poursuit au Crétacé inférieur, en lien probable avec le début de la formation du rift de l'Atlantique Nord (Ziegler, 1992a).
3. Au Crétacé supérieur, les grabens du sud de la mer du Nord ont subi une inversion[4] comparable à celles de la Manche et de la mer d'Irlande[4], en lien probable avec la surrection des Alpes et plus largement avec la collision tectonique de l'Afrique avec l'Europe[5],[6].